# NGC 441
NGC 441 est une vaste galaxie lenticulaire située dans la constellation du Sculpteur. NGC 441 a été découverte par l'astronome britannique John Herschel en 1834.

## Caractéristiques
Sa vitesse par rapport au fond diffus cosmologique est de 5 390 ± 26 km/s, ce qui correspond à une distance de Hubble de 79,5 ± 5,6 Mpc (∼259 millions d'al).
NGC 441 est une galaxie active à raies d’émissions optiques larges.